# Austroargiolestes chrysoides
Austroargiolestes chrysoides är en trollsländeart som först beskrevs av Tillyard 1913.  Austroargiolestes chrysoides ingår i släktet Austroargiolestes och familjen Megapodagrionidae. Inga underarter finns listade i Catalogue of Life.

## Bildgalleri

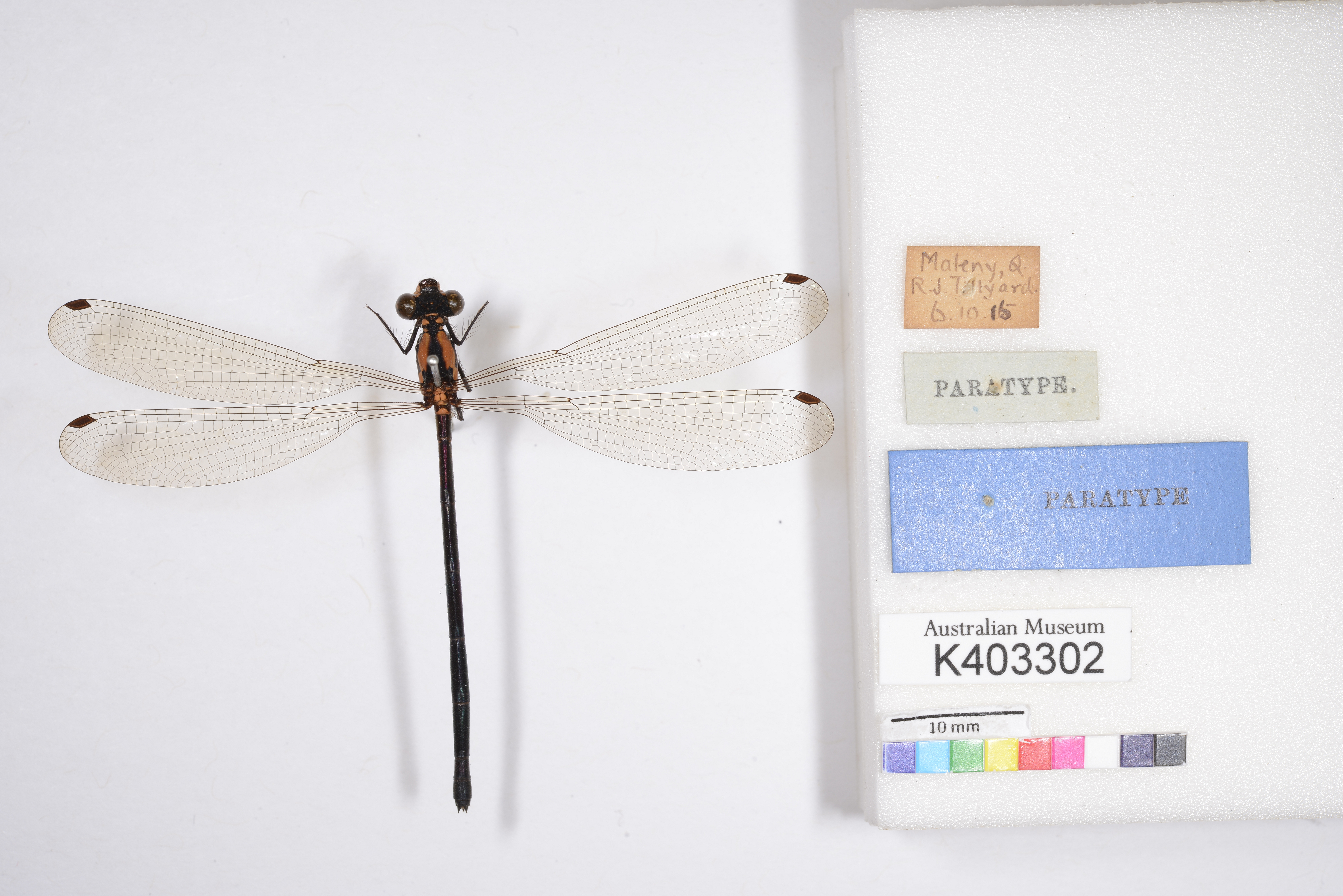